# Jonas Elofsson
Jonas Elofsson (* 31. Januar 1979 in Ulricehamn) ist ein ehemaliger schwedischer Eishockeyspieler, der während seiner aktiven Karriere unter anderem für Färjestad BK und Leksands IF in der Elitserien spielte. 

## Karriere
Seine ersten Erfahrungen als Profi sammelte Jonas Elofsson im Verlauf der Saison 1996/97, in der er in acht Begegnungen der Elitserien für Färjestad BK auf dem Eis stand und mit der Mannschaft zum Saisonende erstmals in seiner Laufbahn die schwedische Meisterschaft gewann. In der folgenden Spielzeit wurde der Titel erfolgreich verteidigt. Während dieser Zeit wurde der Verteidiger beim NHL Entry Draft 1997 in der vierten Runde an Position 94 von den Edmonton Oilers ausgewählt, für die er jedoch nie auflief. Am 20. März 1999 gaben die Oilers seine Rechte gemeinsam mit Dean McAmmond und Boris Mironow an die Chicago Blackhawks ab, die Ethan Moreau, Christian Laflamme, Chad Kilger und Daniel Cleary nach Edmonton schickten. Elofsson blieb allerdings zunächst bei Färjestad BK und entschied sich später zu einem Transfer in die finnische SM-liiga zu Turun Palloseura, bei denen der Schwede die Saison 2000/01 begann.
Nach lediglich zehn punktlosen Spielen in der SM-liiga zog es ihn noch in derselben Saison zurück nach Schweden, indem Elofsson einen Kontrakt bei HV71 unterzeichnete. Zur folgenden Spielzeit heuerte er beim schwedischen Zweitligisten Leksands IF an, mit dem 2002 der Aufstieg in die Elitserien gelang. Nach zwei Saisonen in der schwedischen Elitserien wurde jedoch der Ligaerhalt in der Kvalserien verpasst. Die Saison 2004/05 verbrachte er bei Rouen Hockey Élite 76 aus der französischen Ligue Magnus und gewann mit diesen den Coupe de France. Es folgten erneut zwei Spielzeiten beim schwedischen Zweitligisten Leksands IF, bevor Elofsson von 2008 bis 2012 seine Karriere bei den Sparta Warriors aus der GET-ligaen ausklingen ließ. In der Spielzeit 2008/09 war Elofsson mit 18 Toren und 48 Punkten in 45 Partien der regulären Saison der punktbeste Verteidiger der GET-ligaen. Mit den Warriors errang er in der Saison 2010/11 die dritte norwegische Meisterschaft der Vereinsgeschichte. Nachdem der Schwede zunächst im Mai 2011 sein Karriereende verkündet hatte, kehrte er im Verlauf der folgenden Spielzeit für 17 Partien im Trikot der Sparta Warriors aufs Eis zurück, ehe sein Kontrakt mit dem norwegischen Verein zum Saisonende 2011/12 auslief.

### International
Für Schweden nahm Elofsson an der U18-Junioren-Europameisterschaft 1997 sowie den Junioren-Weltmeisterschaften 1997 und 1998 teil. Sein erfolgreichstes Turnier absolvierte der Defensivakteur bei der U18-Junioren-Europameisterschaft 1997, als Elofsson mit der schwedischen Auswahl die Silbermedaille gewann und als bester Verteidiger des Turniers ausgezeichnet wurde. Bei seinen beiden Teilnahmen an den Junioren-Weltmeisterschaften 1997 und 1998 blieb er hingegen ohne Medaillengewinn.

## Erfolge und Auszeichnungen
- 1997 Schwedischer Meister mit Färjestad BK
- 1998 Schwedischer Meister mit Färjestad BK
- 2005 Coupe-de-France-Gewinn mit Rouen Hockey Élite 76
- 2009 GET-ligaen All-Star Team
- 2011 Norwegischer Meister mit den Sparta Warriors

### International
- 1997 Silbermedaille bei der U18-Junioren-Europameisterschaft
- 1997 Bester Verteidiger der U18-Junioren-Europameisterschaft